# روباه پرنده بزرگ مالایی
روباه بزرگ پرنده مالایی (Pteropus vampyrus)، که به عنوان روباه پرنده مالایی، روباه پرنده مالزیایی، خفاش میوه‌خوار بزرگ، کَلَنگ (به انگلیسی: kalang) یا کَلُنگ (به انگلیسی: kalong) شناخته می‌شود، گونه‌ای از خفاش میوه‌خوار (به انگلیسی: megabat) جنوب آسیا در خانواده Pteropodidae است. مانند دیگر اعضای سردهٔ تروپوس (به انگلیسی: Pteropus) یا خفاش‌های میوه‌خوار، انحصاری بر میوه‌ها، شهد و گل‌ها (برخلاف نام علمی آن) تغذیه می‌کند. این گونه بعنوان یکی از بزرگ‌ترین خفاش‌ها شناخته می‌شود. این گونه همانند تقریباً تمامی دیگر خفاش‌های میوه‌خوار، بدون توانایی پژواک‌یابی است اما این ضعف را با دید خوب خود جبران می‌کند.